# 알레프 (2011년 소설)
알레프는 파울로 코엘료의 소설이다. 2011년 발간되었다. 코엘료의 14번째 주요 서적이다.

## 에디션
알레프는 40개 이상의 언어로 판매되었다.